# Metoda Neldera-Meada
Metoda Neldera–Meada lub sympleksowa metoda spadku (ang. downhill simplex method) – metoda numeryczna wyznaczania ekstremum (typowo minimum) nieliniowej funkcji wielu zmiennych {\displaystyle f\colon \mathbb {R} ^{n}\to \mathbb {R} } bez korzystania z pochodnych. Tak więc może być stosowana do funkcji nieróżniczkowalnych.
Została opisana po raz pierwszy przez Johna Neldera i Rogera Meada (1965).

## Opis metody
Wybieramy trzy parametry (liczby rzeczywiste): {\displaystyle \alpha >0,\;\beta \in (0,1)} oraz {\displaystyle \gamma \geqslant 0.} Na przykład mogą to być wartości 1, 1/2 i 1. W każdym kroku metody dany jest układ {\displaystyle n\,+\,1} punktów z {\displaystyle \mathbb {R} ^{n}\colon \{x^{(0)},\ldots ,x^{(n)}\},}
taki, że wektory
{\displaystyle x^{(1)}-x^{(0)},\ldots ,x^{(n)}-x^{(0)},}
są liniowo niezależne. Powłoka wypukła tych wektorów jest sympleksem n-wymiarowym. Numerację punktów tak wybieramy, aby zachodziły nierówności
{\displaystyle f(x^{(0)})\geqslant f(x^{(1)})\geqslant \ldots \geqslant f(x^{(n)}).}
Teraz definiujemy trzy punkty:
{\displaystyle u:={\frac {1}{n}}\sum _{i=1}^{n}x^{(i)}\;\;v:=(1+\alpha )u-\alpha x^{(0)},\;\;w:=(1+\gamma )v-\gamma u.}
Zauważmy, że {\displaystyle u} jest środkiem ściany sympleksu, która jest naprzeciw punktu
{\displaystyle x^{(0)},} czyli punktu „najgorszego” (szukamy minimum).
Konstrukcja nowego sympleksu zależy od wartości funkcji w zdefiniowanych punktach {\displaystyle u,\;v,\;w.} Wyróżniamy trzy przypadki {\displaystyle u,\;v,\;w.}
- {\displaystyle f(v)\;<\;f(x^{(n)}).}

Jeżeli {\displaystyle f(w)\;<\;f(x^{(n)}),} to {\displaystyle x^{(0)}\,:=\,w,} a w przeciwnym razie {\displaystyle x^{(0)}\,:=\,v.}
- {\displaystyle f(v)\;\geqslant \;f(x^{(n)})\;i\;f(v)\;\leqslant \;f(x^{(1)}).}

Teraz nowy punkt to {\displaystyle x^{(0)}\,:=\,v.}
- {\displaystyle f(v)\;>\;f(x^{(1)}).}

Jeżeli {\displaystyle f(v)\;\leqslant \;f(x^{(0)}),} to {\displaystyle x^{(0)}\,:=\,v.} Ponadto definiujemy {\displaystyle w\,:=\,\beta x^{(0)}+(1-\beta )u.} Jeżeli {\displaystyle f(w)\leqslant f(x^{(0)}),} to {\displaystyle x^{(0)}\,:=\,w,} a w przeciwnym razie dla {\displaystyle i=0,\ldots ,n-1} definiujemy {\displaystyle x^{(i)}\,:={\frac {1}{2}}(x^{(i)}+x^{(n)}).}
Teraz – w razie potrzeby – dokonujemy przenumerowania nowych punktów {\displaystyle x^{(0)},\ldots ,x^{(n)}} tak, aby zachodziło uporządkowanie {\displaystyle f(x^{(0)})\geqslant f(x^{(1)})\geqslant \ldots \geqslant f(x^{(n)})} co kończy kolejny krok metody.
Podany opis bazuje na oryginalnej pracy Neldera i Meada. Istnieją też modyfikacje tej podstawowej metody – na przykład metoda wzmocnionego spadku Tsenga.